# Horse Islands (archipel)
De Horse Islands (letterlijk "Paardeneilanden") zijn een eilandengroep in de Canadese provincie Newfoundland en Labrador. De archipel ligt ten noorden van het schiereiland Baie Verte, voor de noordkust van Newfoundland. 

## Geografie
De eilandengroep bestaat uit Eastern Island (16 km²) en Western Island (5,25 km²), twee eilanden die slechts 2 km uiteen liggen. De dichtstbij gelegen plaats is het op Baie Verte gelegen Fleur de Lys, dat iets minder dan 20 km ten zuidwesten van Western Island ligt. 

## Spookdorp
Op Eastern Island was sinds de 19e eeuw een kleine vissersgemeenschap gevestigd. Dit dorp, dat eveneens de naam Horse Islands droeg, telde 215 inwoners op zijn hoogtepunt in 1956. In 1967 stemden de inwoners ermee in om zich te hervestigen naar het op Newfoundland gelegen dorp LaScie. Dit kaderde in de bredere hervestigingspolitiek in de provincie. Sindsdien is de archipel onbewoond.